# Abarema lehmannii
Abarema lehmannii é uma espécie de legume da família das Leguminosae nativa da Colômbia.

## Sinônimos
- Pithecellobium popayanense Barbosa